# Ansaldo A.300
L'Ansaldo A.300 fu un monomotore biplano multiruolo sviluppato dall'azienda aeronautica italiana Gio. Ansaldo & C. nei tardi anni dieci del XX secolo e prodotto, oltre che dalla stessa, su licenza in Belgio, dalla Société Anonyme Belge de Constructions Aéronautiques (SABCA), ed in Polonia, dalla Plage i Laśkiewicz, nel corso degli anni venti.
Sviluppo del precedente Ansaldo S.V.A.10 e destinato al mercato dell'aviazione militare, prettamente nel ruolo di aereo da ricognizione, venne proposto anche sul mercato dell'aviazione commerciale con due versioni che però non vennero avviate alla produzione in serie. L'A.300, nelle sue varie versioni, venne utilizzato prevalentemente dalla Regia Aeronautica, l'aeronautica militare del Regno d'Italia, e in quantitativo minore nelle forze aeree di Belgio, Polonia, Repubblica Socialista Federativa Sovietica Russa e Spagna.

## Storia del progetto
Nel 1918, quando la prima guerra mondiale non si era ancora conclusa, l'Ansaldo decise di avviare il progetto di un nuovo modello biposto da proporre al Regio Esercito adatto a missioni di ricognizione aerea. L'ufficio tecnico della ditta elaborò un disegno basandosi sull'esperienza acquisita nello sviluppo della precedente serie di multiruolo S.V.A. mantenendone l'impostazione generale, classica per l'epoca, ovvero monomotore in configurazione traente, velatura biplana e carrello d'atterraggio fisso.
Il prototipo, identificato come A.300 ed equipaggiato con un motore Fiat A.12bis da 300 CV (147 kW), venne terminato nell'autunno 1918, a conflitto ormai concluso, e portato con successo nel volo inaugurale prima del termine dell'anno dal pilota collaudatore Mario Stoppani dal campo di volo di Borzoli.
Al fine di promuovere il modello a livello internazionale, dall'inizio del 1919 venne iniziato un lungo tour attraverso l'Europa con un equipaggio formato da Stoppani e dall'ingegner Giuseppe Brezzi, al tempo direttore della produzione dell'azienda.
Dall'originale prototipo venne avviata la produzione della prima versione destinata alla serie, l'A.300/2 biposto, alla quale seguirono alcune versioni destinate al mercato dell'aviazione militare, come l'A.300/3 triposto del 1920 ed il successivo A.300/4 biposto del 1922, la versione maggiormente prodotta, sia in patria che all'estero su licenza, sviluppo della versione A.300/2 dalla quale si distingueva per l'adozione di un motore dalla maggior potenza disponibile e diverso impianto di raffreddamento caratterizzato dai due radiatori Lamblin posti sotto la fusoliera. Due successivi sviluppi, l'A.300/5 e l'A.330/6, equipaggiati con diverse motorizzazioni non progredirono oltre l'unico prototipo realizzato. Altre fonti attestano l'esistenza di almeno due A.330/6, versione equipaggiata con due mitragliatrici realizzata dalla Gabardini.
Due inoltre le versioni destinate al trasporto civile passeggeri, le A.300C e A.300T, dotate di scompartimento passeggeri ma che l'azienda non riuscì ad avviare alla produzione in serie per mancanza di contratti.
Nell'aprile 1920 l'Ufficio acquisti centrale dell'esercito polacco sottoscrisse un contratto con l'Ansaldo per la fornitura di 30 esemplari di Ansaldo A.300 acquisendo nel contempo una licenza per la costruzione in Polonia che verrà assegnata alla Plage i Laśkiewicz.
Tuttavia il principale acquirente fu la Regia Aeronautica, che iniziò ad acquistare le diverse versioni che si succedettero per equipaggiare i propri reparti da ricognizione aerea e le proprie scuole di volo nel ruolo di aereo da addestramento. I vari lotti, che comprendevano anche le relative parti di ricambio, riguardarono:
- 75 esemplari (MM.24516-24590) con contratto del 5 luglio 1923
- 100 esemplari (MM.24653-24752) con contratto del 1º dicembre 1923
- 110 esemplari (MM.24944-25053) con contratto del 27 febbraio 1924
- 40 esemplari (MM.25054-25093) con contratto del 5 giugno 1924
- 135 esemplari (MM.25170-25304) con contratto del 18 giugno 1924
- 10 esemplari (MM.25480-25489) con contratto del 14 luglio 1924
- 130 esemplari (MM.25572-25701) con contratto del 5 agosto 1924

## Tecnica

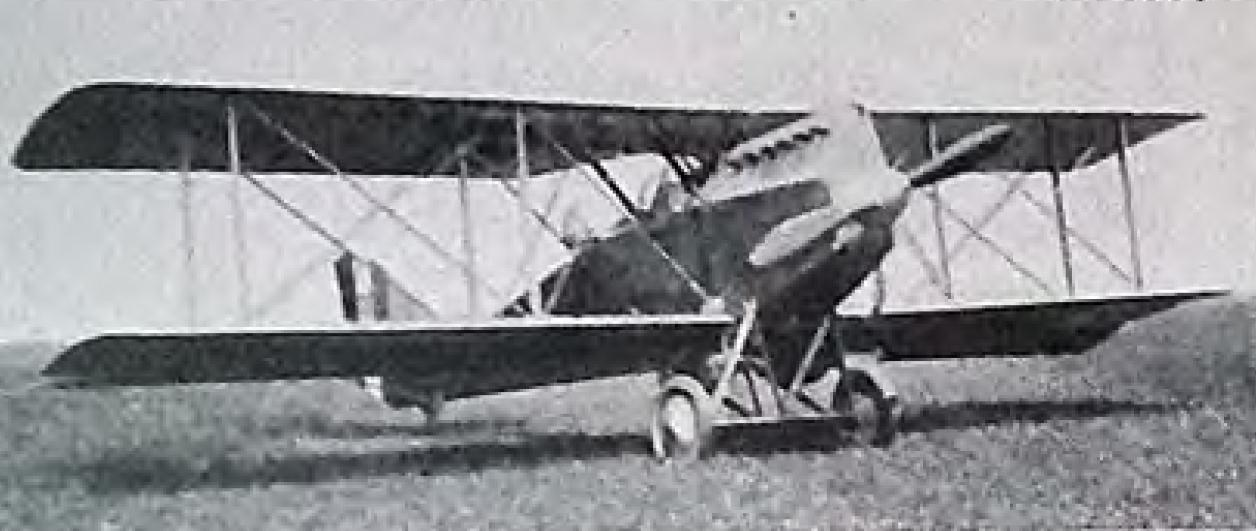
Ansaldo A.300.

L'Ansaldo A.300 conservava l'aspetto generale, per l'epoca convenzionale, della precedente serie degli S.V.A. e dei pari ruolo prodotti nello stesso periodo dalle altre aziende: un biposto (nella sua versione originale), monomotore in configurazione traente, velatura biplana e carrello fisso.
La fusoliera, a sezione rettangolare con struttura mista in legno e metallo e ricoperta in tela trattata, era caratterizzata dalla presenza di due abitacoli aperti in tandem, l'anteriore destinato al pilota ed il posteriore all'osservatore con mansioni anche di mitragliere. Posteriormente terminava in un impennaggio classico monoderiva caratterizzato dall'elemento verticale triangolare raccordato ad una pinna dorsale e dai piani orizzontali rinforzati inferiormente da due aste di controvento.
La configurazione alare era biplana, con ali della medesima apertura, la superiore, montata alta a parasole, collegata all'inferiore, montata bassa sulla fusoliera e dotata di alettoni, l'unica ad esserne equipaggiata, da una doppia coppia di montanti per lato ed integrati da tiranti a crociera in acciaio.
Il carrello d'atterraggio era un semplice biciclo fisso, montato su una struttura tubolare al di sotto della fusoliera, dotato di ruote di grande diametro collegate da un asse rigido ed integrato posteriormente con un pattino d'appoggio.
La propulsione era affidata ad un motore Fiat A.12bis, un 6 cilindri in linea raffreddato a liquido capace di erogare una potenza pari a 300 CV (221 kW), posizionato all'apice anteriore della fusoliera, racchiuso da un cofano metallico, ed abbinato ad un'elica bipala in legno a passo fisso dotata di ogiva aerodinamica che ne ricopriva il mozzo.
L'armamento era costituito da una coppia di mitragliatrici Vickers calibro 7,7 mm montate in caccia a disposizione del pilota più una terza pari calibro brandeggiabile, a seconda delle fonti o una Vickers o una Lewis, montata su supporto ad anello nell'abitacolo posteriore. Nelle missioni di bombardamento era previsto un carico bellico di 12-18 bombe da caduta per un peso complessivo massimo di 191 kg.

## Impiego operativo

### Europa
La Regia Aeronautica impiegò i vari A.300, principalmente nella versione A.300/4, durante gli anni venti fino ai primi anni trenta, inizialmente nel ruolo di aereo da ricognizione e poi come aereo da addestramento per la formazione dei nuovi equipaggi. Operativamente venne utilizzato durante le operazioni militari riguardanti la breve occupazione dell'isola di Corfù, in Libia e, nell'ambito della Campagna dell'Africa Orientale Italiana, in Eritrea.
Dal giugno 1924 vi volavano la 28ª Squadriglia e la 40ª Squadriglia.
Il 20 dicembre 1925 era in dotazione alla 32ª Squadriglia, alla 35ª Squadriglia, alla 41ª Squadriglia, alla 87ª Squadriglia, alla 113ª Squadriglia ed alla 115ª Squadriglia.
Al 30 aprile 1927 erano in dotazione anche alla 25ª Squadriglia ed alla 29ª Squadriglia.
All'estero la polacca Siły Powietrzne operò con le versioni A.300/2 e A.300/3, sia prodotte in Italia che localmente dalla Plage i Laśkiewicz. Il primo aereo acquistato in Italia fu un A.300/2, condotto dall'equipaggio formato dall'allora tenente Ludomił Rayski e l'ingegner Witold Rumbowicz, che raggiunse la Polonia dopo aver volato attraverso le Alpi, la Francia e la Germania nel mese di agosto del 1920. Il restante lotto di 29 velivoli delle due versioni vennero consegnati tra la fine del 1920 e l'inizio del 1921.
Dal 1922 vennero declassati ad incarichi di seconda linea, assegnati ai reparti di addestramento e formazione degli equipaggi tra cui la 2 Pułk Lotniczy con sede all'Aeroporto di Cracovia-Rakowice-Czyżyny. A seguito di un'indagine resasi necessaria per determinare le cause dei frequenti malfunzionamenti ed incidenti, dall'agosto 1924 tutti gli A.300 furono messi a terra ed in seguito, dal 1926, definitivamente radiati.
Venne inoltre utilizzato in servizio dalla belga Aéronautique Militaire/Militair Vliegwezen, che operò con la versione A.300/3 triposto, sia prodotta in Italia che localmente dalla Société Anonyme Belge de Constructions Aéronautiques (SABCA), che in Spagna, sempre con la A.300/3.
Anche l'Unione Sovietica l'adottò per costituire l'ossatura di quella che sarebbe diventata la Voenno-vozdušnye sily (V-VS). Nel 1922 venne stipulato un contratto per 50 esemplari di A.300/3 triposto destinati alla Raboče-Krest'janskij Krasnyj vozdušnyj flot, l'allora componente aerea dell'Armata Rossa, ridotto in seguito a sole 30 unità (n. 7066-7095). I primi quattro A.300 giunsero via mare ad Odessa assieme a sedici S.V.A., trasportati a bordo del Patrasso nel corso dell'aprile 1922, ma già nel giugno dello stesso anno l'intero ordine risultava evaso.
Infine anche la Spagna nel 1921 adottò il modello, nella versione A.300/3, per la propria aeronautica militare. Inizialmente destinato ad operazioni in Africa del Nord venne velocemente ritirato da quel teatro per aver manifestato problemi di surriscaldamento dovuti al dimensionamento dell'impianto di raffreddamento non all'altezza di smaltire l'eccessiva temperatura del motore. Secondo le fonti furono sei o dodici gli esemplari che entrarono in servizio venendo ben presto declassati ad incarichi di seconda linea come la formazione degli osservatori presso la scuola presente nell'Aeroporto di Madrid-Cuatro Vientos.

### Asia
Un unico esemplare venne inviato in Turchia, acquisito dal Türk Hava Kurumu (THK), associazione aeronautica statale fondata sull'onda del rinnovamento culturale intrapreso da Mustafa Kemal Atatürk. Nell'ambito di una raccolta fondi per finanziare le attività del THK, i cittadini di Ceyhan riuscirono a raccogliere una considerevole somma di denaro. Questo suscitò interesse nella Ansaldo che decise di intraprendere accordi commerciali con la THK inviando via mare un A.300/4 (n.s. 24289) parzialmente smontato nella primavera del 1925. Il velivolo giunse al porto di Istanbul il 5 maggio quindi riassemblato negli hangar di Yeşilköy. Vecihi Hürkuş, pilota civile e pioniere dell'aviazione turca, assieme al pilota italiano Lovadina lo portarono in volo ad Ankara il 5 giugno di quell'anno, suscitando grande entusiasmo essendo stato il primo aereo acquistato dal THK grazie alle donazioni del popolo turco. In onore dei suoi cittadini il velivolo venne battezzato "Ceyhan" e partecipò ad alcune cerimonie e voli dimostrativi benché gravato da frequenti malfunzionamenti del motore. Questo esemplare, benché valutato dalla commissione esaminatrice della Türk Hava Kuvvetleri, l'aviazione militare turca, non venne ritenuto idoneo al servizio né venne preso mai in carico dallo stesso.

### Americhe
La Marina de Guerra del Perú, che fino al maggio 1929 era responsabile della gestione dell'aeronautica militare nello stato sudamericano, nel 1919 acquisì, oltre a due S.V.A. e due A.1 "Balilla", due A.300 che operarono dalla Escuela di Aviación Militar de Maranga. Su iniziativa del tenente César Cossío Becerra, che da tempo aveva pianificato di stabilire una rotta che collegasse Lima a Cuzco, uno dei due esemplari venne utilizzato per tentare l'impresa con la collaborazione del meccanico Octavio Méndez Ibañez, complicata per la necessità di superare le Ande. L'equipaggio non riuscì a completare la traversata che avrebbe dovuto raggiungere anche La Paz: il 14 dicembre di quello stesso anno Becerra ed Ibañez precipitarono durante la prima tappa nei pressi di Huaytará, nella Regione di Huancavelica, ferendosi entrambi gravemente. Il tenente Becerra morì dopo un'agonia durata nove ore. Il governo peruviano decise di conferirgli l'onorificenza postuma di "Héroe de la Aviación" divenendo il primo eroe nazionale per meriti aeronautici del Perù.
Anche la Fuerza Aérea Mexicana operò con almeno un esemplare.

## Versioni

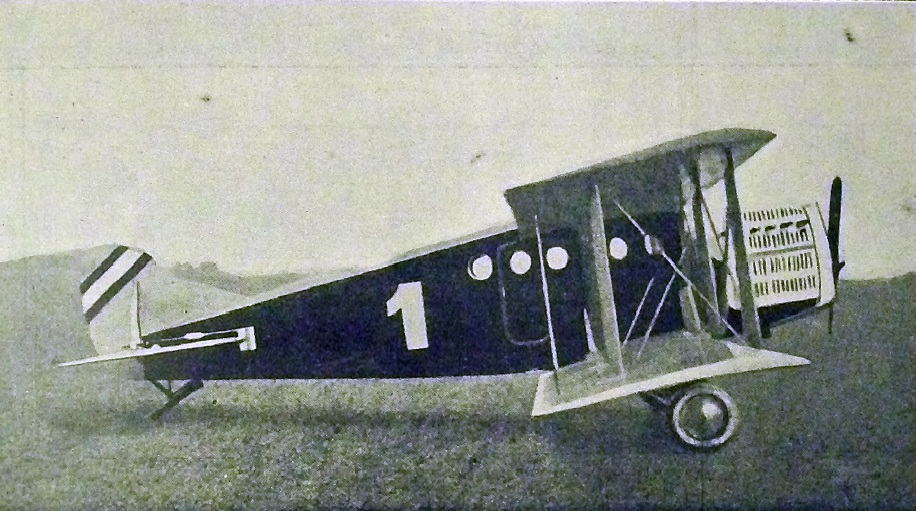
L'A.300T, prototipo della versione da trasporto passeggeri.

A.300/2versione biposto, prima versione di produzione in serie, realizzata in pochi esemplari.
A.300/3versione triposto, esportata in Spagna, Belgio e Polonia.
A.300/4sviluppo della versione A.300/2, dotata di motore potenziato e diverso impianto di raffreddamento con 2 radiatori Lamblin posti sotto la fusoliera.
A.300/5prototipo, equipaggiato con un motore Lorraine, realizzato in un solo esemplare.
A.300/6conversione di un A.300/4 (MM.25663) equipaggiato con un motore Fiat A.20 per aumentarne la vita operativa.
A.300Cprototipo, versione da trasporto civile, realizzato in un solo esemplare.
A.300Tprototipo, versione da trasporto civile, realizzato in un solo esemplare.

## Utilizzatori

### Militari
Belgio
- Aéronautique Militaire/Militair Vliegwezen

 Italia
- Regia Aeronautica

 Messico
- Fuerza Aérea Mexicana

 Perù
- Marina de Guerra del Perú

 Polonia
- Siły Powietrzne

 RSFS Russa
- Raboče-Krest'janskij Krasnyj vozdušnyj flot

 Unione Sovietica
- Voenno-vozdušnye sily

 Spagna
- Aviación Militar Española

### Governativi
Turchia
- Türk Hava Kurumu (THK)